# Kamienica przy ulicy Mariackiej 35 w Katowicach
Kamienica przy ulicy Mariackiej 35 w Katowicach – zabytkowa kamienica mieszkalna, położona przy ulicy Mariackiej 35 w Katowicach, w dzielnicy Śródmieście. Została ona wybudowana około 1898 roku w stylu późnego historyzmu i pełni głównie funkcję mieszkaniową.

## Historia
Kamienica została oddana do użytku około 1898 roku w linii południowej pierzei ulicy Mariackiej (ówcześnie Richard Holtzestraße). W 1935 roku właścicielem kamienicy był P. Felkel. W tym czasie pełniła ona funkcje mieszkalne, a zamieszkiwały ją wówczas głównie rodziny urzędników, kupców i kolejarzy.
W latach 2005–2006 kamienicę zmodernizowano, zachowując historyczne elementy jej wystroju. Budynek ten w dniu 22 lipca 2022 roku wpisano do rejestru zabytków.
W sierpniu 2022 w systemie REGON były aktywne dwa podmioty gospodarcze z siedzibą przy ulicy Mariackiej 35, w tym przedsiębiorstwo remontowe. W tym czasie kamienica była w całości zamieszkana.

## Charakterystyka
Zabytkowa kamienica mieszkalna położona jest przy ulicy Mariackiej 35 w katowickiej dzielnicy Śródmieście. Budynek ten powstał w stylu późnego historyzmu, zaś niezaznany jest jego projektant. Wybudowany on został z cegły na planie prostokąta, a wraz z boczną oficyną w tworzy plan w kształcie litery „L”. Kamienica ta pokryta jest mansardowym dachem z facjatkami. Budynek posiada cztery kondygnacje nadziemne, poddasze i podpiwniczenie. Łączna powierzchnia zabudowy kamienicy wynosi 262 m².
Ceglana elewacja kamienicy jest sześcioosiowa i zachowała się na niej duża liczba zdobień, w tym w formie ceglanych okładzin ścian i pasm tynku oraz tynkowych opasek otworów okiennych i drzwiowych z dekoracją roślinną. W skrajnych osiach elewacji znajdują się pseudoryzality zakończone szczytami w strefie dachu. Cegła na fasadzie kamienicy jest jednolitego koloru.
Portal wejściowy do kamienicy powstał w tynku i posiada trójkątny przyczółek i woluty, wewnątrz budynku zachował się oryginalny wystrój bramy przejazdowej, a na klatce schodowej dwubiegowe stalowe schody z drewnianą balustradą.
Kamienica jest wpisana do rejestru zabytków nieruchomych województwa śląskiego pod numerem A/1028/22. Budynek wpisany jest także do gminnej ewidencji zabytków miasta Katowice. Właścicielem budynku jest miasto Katowice, a zarządza nim Komunalny Zakład Gospodarki mieszkaniowej w Katowicach.

## Galeria
| - Portal wejściowy do kamienicy - Detale na suficie we wnętrzu bramy przejazdowej - Fragment zachodniej fasady kamienicy z widocznym pseudoryzalitem |